# Елизаветинская улица (Павловск)
Елизаве́тинская улица — улица в городе Павловске (Пушкинский район Санкт-Петербурга). Проходит от Госпитальной улицы до улицы Мичурина.

## История названия
Первоначально состояла из двух улиц — Широ́кой (от Госпитальной улицы до реки Тызьвы) и Елизаветинской (от Тызьвы до Мариинской улицы). Название Широкая улица известно с 1840 года. Его этимология не поясняется. Елизаветинской улицу нарекли 23 июля 1840 года в честь великой княжны Елизаветы Михайловны, дочери великого князя Михаила Павловича, владевшего Павловском в 1828—1849 годах. Тогда же получили названия Екатерининская и Мариинская улицы — тоже в честь дочерей Михаила Петровича.
Примерно в 1918 году Елизаветинскую улицу переименовали в улицу Со́фьи Перо́вской — в честь члена организации «Народная воля» С. Л. Перовской.
Примерно в 1952 году в состав улицы Софьи Перовской включили Широкую улицу, а также безымянный 950-метровый проезд от Мариинской улицы до улицы Мичурина.
11 июня 2003 года улице Софьи Перовской вернули историческое название — Елизаветинская. Выделять из её состава Широкую улицу не стали.

## Достопримечательности
- Дом 2 — бывшая дача художника А. П. Брюллова, ныне школа имени Горчакова
- Бертонов мост

Елизаветинская улица по Бертонову мосту пересекает реку Тызьву.

## Перекрёстки
- Госпитальная улица
- Екатерининская улица
- Мариинская улица
- улица Мичурина